# Nicolás Otamendi
Nicolás Hernán Gonzalo Otamendi, född 12 februari 1988 i Buenos Aires, är en argentinsk fotbollsspelare (mittback) som spelar för Benfica och Argentinas landslag. Otamendi var uttagen i Argentinas landslag i VM 2010, 2018 och 2022.

## Karriär
Den 29 september 2020 värvades Otamendi av Benfica, där han skrev på ett treårskontrakt.